# Courts métrages réalisés par Mathieu Amalric

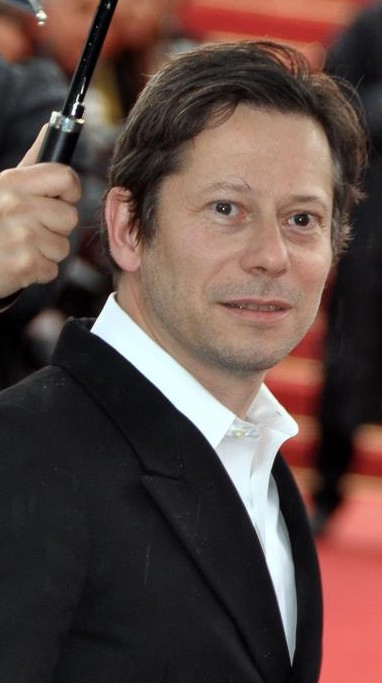
Mathieu Amalric en 2012.

Les courts métrages de fiction et documentaires réalisés par Mathieu Amalric, depuis le début des années 1990, ont constitué une activité parallèle à sa carrière d'acteur. Ils ont souvent été des éléments d'apprentissage et des essais techniques pour la réalisation de ses longs métrages, mais furent également des commandes audiovisuelles de la part de groupes de musique pour leurs vidéo-clips ainsi que des documentaires artistiques réalisés à la demande de chaînes de télévision.

## Prémices
Alors que Mathieu Amalric n'est pas encore comédien et n'a exercé que divers métiers techniques sur les plateaux de cinéma, il décide de manière quasi-artisanale de réaliser ses premières œuvres audiovisuelles, assimilables à des courts métrages d'études, à la suite de son échec au concours d'entrée de l'IDHEC en 1985,,. Cette même année est donc réalisé en noir et blanc Marre de café — tourné à l'université de Nanterre avec sa copine de l'époque Nathalie Boutefeu et des étudiants de l'école Louis-Lumière — puis l'année suivante La seule différence c'est que les cafés sont plus chers, tous les deux en 16 mm et d'une durée de quinze à vingt minutes. Mathieu Amalric déclarera vingt ans plus tard que ces courts métrages étaient « nullissimes » mais qu'ils ont constitué tout de même un moyen pour lui de se convaincre de son envie de faire du cinéma. Considérant, rétrospectivement, qu'un court métrage est plus difficile à faire qu'un long-métrage car il n'y a pas la possibilité de « rater le moindre détail, le moindre plan et de se rattraper sur le tournage la semaine suivante », il donne également à leur propos l'un des moteurs de leur réalisation :

« Le court métrage c'est juste l'envie de filmer la fille qu'on aime à ce moment-là. [...] Il faudrait que cela reste une forme d'inconscience. »

— Mathieu Amalric — Libre court, 2012
En 1987, il devient troisième assistant de Louis Malle sur Au revoir les enfants, puis progressivement de cette date à 1990 sera second puis premier assistant réalisateur sur les films de Danièle Dubroux, Romain Goupil, Fabien Onteniente et Peter Handke se formant petit à petit aux métiers de la direction d'acteur, de la mise en scène et de la réalisation.

## Courts métrages de fiction

### Sans rires
Sans rires est le premier réel court métrage réalisé en 1990 par Mathieu Amalric, alors qu'il est assistant réalisateur. Sorti l'année suivante, il est fait sous les auspices du Groupe de recherches et d'essais cinématographiques (GREC) qui finance pour moitié le film d'un budget total de 10 000 euros,,. Mettant en scène un certain nombre d'acteurs confirmés du théâtre classique français et des amis de Mathieu Amalric, le court métrage est tourné à Paris dans différents commerces (quincaillerie, café, lavomatic) du quartier de Ménilmontant et de la rue des Panoyaux. Il a pour synopsis le retour, après de nombreuses années, d'un homme âgé — Jean, un ancien clown dont le cirque fut vendu en son absence pour subvenir aux soins de sa femme —, dans son quartier de naguère, en pleine mutation, pour les obsèques de son épouse qu'il avait quittée et les retrouvailles avec de vieux amis perdus de vue.
| Distribution - Pierre Vial : Jean, le vieux clown - Laurent Ziserman : Thomas, le commis - Julien Verdier : Le quincailler - Josiane Lévêque : Françoise - François Berléand : Roger - Jean-Luc Solal : Le stagiaire-mairie - René Bouloc : Le cafetier - Léonie Mengual : Louise, la cafetière - Richard Sammut - Roland Echinard | - Daniel Vernet - Ivan Duruz - Frédéric Fisbach - Pauline Sales - Jean-Charles Borrel - Nathalie Boutefeu - Patrice Gauthier - Marie Petoello - Philippe Berodot | Fiche technique - Scénario : Mathieu Amalric - Assistant réalisateur : Marcelo Novais Teles - Photographie : Jean-Marc Fabre - Son : Nicolas Lefebvre - Montage : François-Xavier Combret et Audrey Maurion - Décors : Emmanuelle Duplay et Marcelo Novais Teles - Costumes : Monika Mucha, Danella Telle et Stéphanie Moidon - Durée : 19 min 24 s - Format : 16 mm |

Sans rires est sélectionné pour le Festival Premiers Plans d'Angers et y présenté en janvier 1991. C'est à cette occasion que Mathieu Amalric croise le jeune réalisateur Arnaud Desplechin, venu présenter pour sa part La Vie des morts. Ils sympathisent et cette rencontre marque le début de leur collaboration,. Quelque temps plus tard Mathieu Amalric passe une audition pour La Sentinelle de Desplechin, mais Emmanuel Salinger lui sera préféré ; il tiendra tout de même un petit rôle dans ce film. À la fin de l'année 1991, Sans rires obtient le Grand prix du 9e festival « Tous courts » d’Aix-en-Provence, ce qui constitue le premier prix cinématographique reçu par Mathieu Amalric, qui n'est pas encore réellement un acteur.
Le court métrage est également incorporé à la programmation du cycle « Menus courts » du Forum des Images à Paris et est projeté le 24 février 2009. Il fait partie des collections de l'institution. Il est disponible sur la plate-forme Arte.tv de l'automne 2023 à août 2024 en complément de la diffusion du film Serre moi fort (2021).

### Les Yeux au plafond
Les Yeux au plafond est le deuxième court métrage réalisé en 1992 et sorti en 1993. Il est tourné l'année de son premier petit rôle notable au cinéma tenu dans La Sentinelle d'Arnaud Desplechin. Paradoxalement, ce rôle donné par Desplechin entrainera Mathieu Amalric vers une carrière exclusive d'acteur durant près de dix ans — Amalric déclarera à de multiples reprises qu'« Arnaud Desplechin l'a inventé comme acteur » — alors que celui-ci, dès cette époque, se voyait surtout comme un réalisateur. Ne trouvant pas d'acteur pour tenir le rôle principal après la désaffection de celui qui devait le faire, il décide de l'interpréter lui-même alors qu'il n'a à ce moment jamais tourné, et demande également à des proches, dont sa copine d'alors Nathalie Boutefeu, son ami Marcelo Novais Teles et son père le journaliste Jacques Amalric, de participer au film. L'histoire de ce film est celle d'un jeune homme qui au fil d'une journée fait des rencontres très diverses qui le sortent de son marasme après une séparation amoureuse. Le court métrage qui se base en partie sur un processus d'autofiction est dans sa forme influencé par les techniques de la Nouvelle Vague.
| Distribution - Mathieu Amalric : - Nathalie Boutefeu : - Nathalie Clair : - Joana de Medeiros : - Alain Guiraudie : - Maïté Maillé : - Pascale Pouzadoux : - Marcelo Novais Teles : - Jacques Amalric : lui-même | Fiche technique - Scénario : Mathieu Amalric - Photographie : Georges de Genevraye - Montage : Audrey Maurion - Musique originale : Caetano Veloso - Son : Frédéric de Ravignan - Société de production : Paris-Moscou International - Durée : 25 min 9 s - Format : 16 mm |

Ce film, comme son précédent, suit en 1993 le même parcours festivalier avec sa présentation au Festival Premiers Plans d'Angers, au festival « Tous courts » d'Aix-en-Provence, et au festival d'Antony sans toutefois être primé. Les Yeux au plafond est publié en bonus sur la cassette vidéo de Mange ta soupe paru en 1998 aux éditions Les Films du Paradoxe. Il est également inclus dans la programmation de la Cinémathèque de São Paulo en 2009 lors de l'année de la France au Brésil ainsi que lors de la « rétrospective Mathieu Amalric » du Festival international du film de La Roche-sur-Yon en 2010.

### 8 bis
Troisième court métrage de Mathieu Amalric, 8 bis est réalisé en 1993 en noir et blanc et en caméra super 8.
| Distribution Fiche technique - Scénariste : Mathieu Amalric - Format : Super 8 en noir et blanc - Durée : 6 min |

### 14,58 euros
14,58 euros est un court métrage collectif réalisé en 2004 par Mathieu Amalric avec les étudiants Apolline Dronet, Safaa Elhouari, Cécile Gomez, Kheira Hamza, Nassim Marouani, Jason Meuche, Jimmy Meuche, Ralia Riahi, Yacine Riahi et Abdellah Riahi au bénéfice du Secours populaire français. D'une durée de 15 minutes, ce film, interprété par Gilbert Melki, Nozha Khouadra, et Abdellah Riahi, expose les conséquences de la destruction d'un livre scolaire par un enfant dont le professeur demande aux parents de rembourser les frais. La thématique est celle du rapport parent-enfant sur les questions des droits et des devoirs respectifs.

### Deux cages sans oiseaux

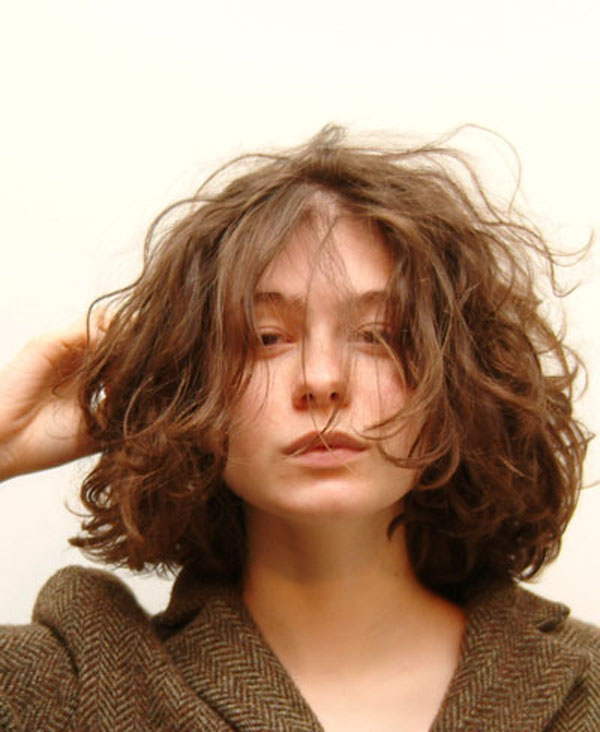
Ina Mihalache en 2004.

Tourné à la fin février 2007 dans un appartement à Paris, Deux cages sans oiseaux est le quatrième court métrage de Mathieu Amalric réalisé quatorze ans après le précédent. Ce film est inspiré du roman Franny et Zooey (1961) de J. D. Salinger. Il met en scène, dans l'appartement de leurs parents, un couple de frère et sœur tous deux en proie à une crise existentielle et métaphysique. Le huis clos est interprété par Antoine Gouy et Ina Mihalache, plasticienne et vidéaste, future animatrice du site Solange te parle, qui furent retenus aux Talents Cannes pour travailler avec Amalric.
| Distribution - Antoine Gouy : Antoine, le frère - Ina Mihalache : Muriel, la sœur | Fiche technique - Photographie : Josée Deshaies - Montage : Guerric Catala - Son : Olivier Mauvezin et Vincent Mauduit (mixage) - Montage : Guerric Catala - Décors : Antoine Platteau - Société de production : Les Films du Poisson - Productrice : Laetitia Gonzalez - Durée : 8 min 32 s - Format : 35 mm - 1.66 - Dolby DTS |

Deux cages sans oiseaux est présenté, en même temps que À l'instar du père Noël et de la pizza, le 21 mai 2007 lors du Festival de Cannes lors dans le cadre des « Talents Cannes / Adami ».

### À l'instar du père Noël et de la pizza
Tourné en 2007, ce court-métrage est le cinquième de Mathieu Amalric. Il met en scène le portrait croisé d'une sociologue par une journaliste.
| Distribution - Jeanne Bischoff : la journaliste - Florence Janas : la sociologue | Fiche technique - Photographie : Josée Deshaies - Montage : Guerric Catala - Son : Olivier Mauvezin et Vincent Mauduit (mixage) - Décors : Antoine Platteau - Société de production : Les Films du Poisson - Productrice : Laetitia Gonzalez - Durée : 5 min 15 s - Format : 35 mm - 1.66 - Dolby DTS |

À l'instar du père Noël et de la pizza est présenté, en même temps que Deux cages sans oiseaux, le 21 mai 2007 lors du Festival de Cannes dans le cadre des « Talents Cannes / Adami ».

### Laissez-les grandir ici!
Laissez-les grandir ici! est un court métrage de trois minutes tourné pour le Réseau éducation sans frontières par un collectif d'une centaine de cinéastes et personnalités du cinéma auquel s'est joint Mathieu Amalric pour sensibiliser à la question des enfants scolarisés (nés en France ou non) de parents étrangers en situation irrégulière dits « sans-papiers ». Il sort le 7 mars 2007.
Fiche technique
- Titre à l'international : Let Them Grow Up Here
- Distribution : Seize enfants et adolescents d'origines ethniques diverses.
- Durée : 3 min 30 s

### La Magie de Noël

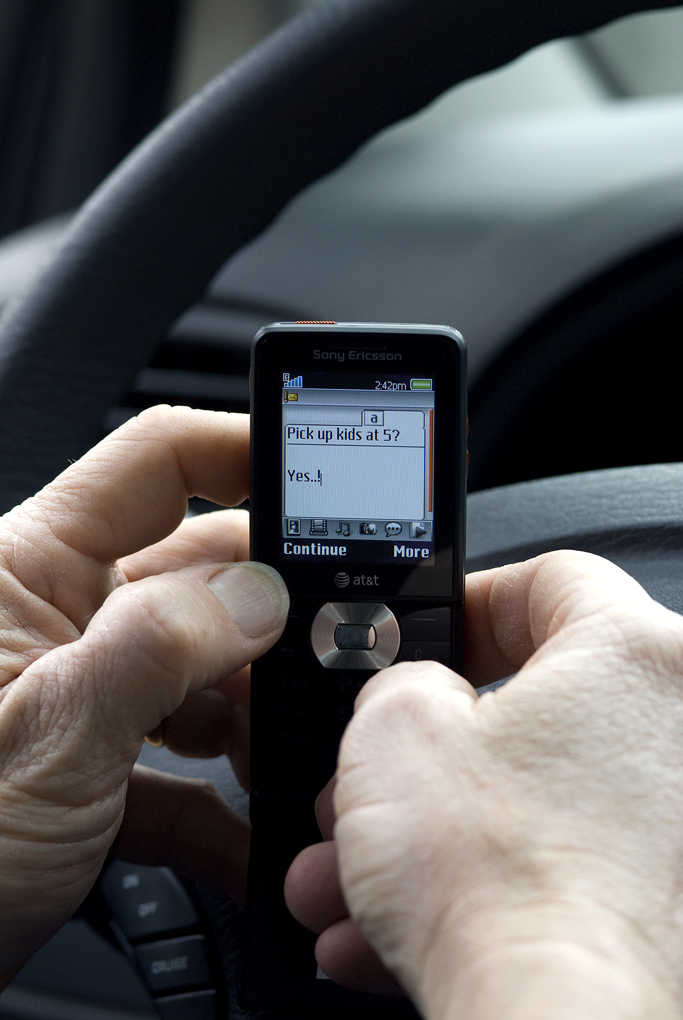
Texto en conduisant...

Tourné en 2014, ce court-métrage est une commande de la Sécurité routière française à Mathieu Amalric pour sa campagne hivernale de sensibilisation à l'approche des fêtes de fin d'année dont le message doit porter sur les dangers de l'usage croissant du téléphone portable au volant,. La Magie de Noël s'attache à décrire la culpabilité et l'impossibilité d'oubli d'un homme qui, à la suite d'un simple texto « J'arrive » envoyé en conduisant à sa femme, a tué six mois auparavant un jeune enfant qui faisait du vélo. Le réalisateur, qui décide de ne filmer aucune image d'accident – bien que l'ayant écrit et analysé au préalable –, fait le choix d'évoquer les conséquences de celui-ci sur l'équilibre d'un homme et d'une famille où en apparence « tout est beau, [mais où tout] est fracassé ».
Le court métrage n'est pas sans rappeler formellement une scène familiale de Noël du film Un conte de Noël d'Arnaud Desplechin, dans lequel Mathieu Amalric avait joué, tant par le cadre de la soirée de réveillon que l'utilisation de la musique Merry Christmas Baby par Otis Redding qui servait déjà de support au film de Desplechin.
| Distribution - Pio Marmaï : Marc, le père - Caroline Ducey : la mère - Antoine Gouy : Sylvain, l'ami médecin - Noémie Dujardin : l'amie - Françoise Gouy : la grand-mère - Naël Rabia : - Maëline Muzzolini : - Patrick Nitu : | Fiche technique - Photographie : Christophe Beaucarne - Son : Olivier Mauvezin - Montage : François Gédigier (image) et Sylvain Malbrant (son) - Décors et costumes : Arnaud de Moléron et Dorothée Guiraud - Musique : Merry Christmas Baby (en) de Lou Baxter et Johnny Moore par Otis Redding - Société de production : Les Fils de pour la Sécurité routière française - Producteur : Benjamin Duval - Durée : 5 min 36 s - Format : Couleurs – numérique – Son Dolby SRD 5:1 – 1,85:1 |

La Magie de Noël est diffusé durant l'hiver 2014-2015 à partir du 17 décembre 2014 dans 1 200 salles de cinéma en France, sur différents réseaux sociaux, et sur certaines chaines de la TNT avec plus de sept millions de spectateurs en un mois.

### Étroitement surveillé
Ce film s'inscrit dans un projet pédagogique des professeurs de l'option cinéma-audiovisuel du lycée Rotrou de Dreux, mené par Thierry Méranger enseignant dans le lycée et critique aux Cahiers du cinéma, qui ont demandé à leurs élèves et à des intervenants extérieurs de réaliser un court métrage avec leur téléphone portable de ce qu'ils voyaient depuis leur fenêtre durant la période du confinement en France (au printemps 2020) lié à la pandémie de Covid-19. Suivant ce cahier des charges, Mathieu Amalric réalise chez lui en Bretagne un film en un seul plan fixe présentant en légère contre-plongée un homme – lui en peignoir – devant sa fenêtre, à sa table de travail où un ordinateur diffuse une scène légèrement érotique du film Trains étroitement surveillés (1966) du réalisateur tchèque Jiří Menzel, alors qu'il consulte sa messagerie vocale où sont laissés deux messages : le premier de la réalisatrice Claire Denis qui se plaint d'une légère fièvre ; le second de son fils qui tente d'expliquer que son téléphone n'a plus de forfait. L'homme progressivement ferme ses volets, éteint la lumière et laisse la scène se dérouler sur l'ordinateur.
Le court métrage fait écho dans le cadrage, la lumière et le point de vue sur la chambre et la fenêtre, au tableau Sun in an Empty Room d'Edward Hopper sur lequel Mathieu Amalric avait réalisé un documentaire intitulé Next to Last (automne 63) (2012) pour Arte.
Fiche technique
- Réalisation, montage et jeu : Mathieu Amalric
- Musique :
- Durée : 2 min 18 s
- Format : Couleurs – numérique – format 5/3

Étroitement surveillé est mis en ligne le 12 avril 2020 sur le site www.parmafenetre.fr puis est présenté le 27 juin 2020 lors de la 48e édition du Festival La Rochelle Cinéma dont Mathieu Amalric est le parrain cette année-là,.

## Documentaires

### Malus

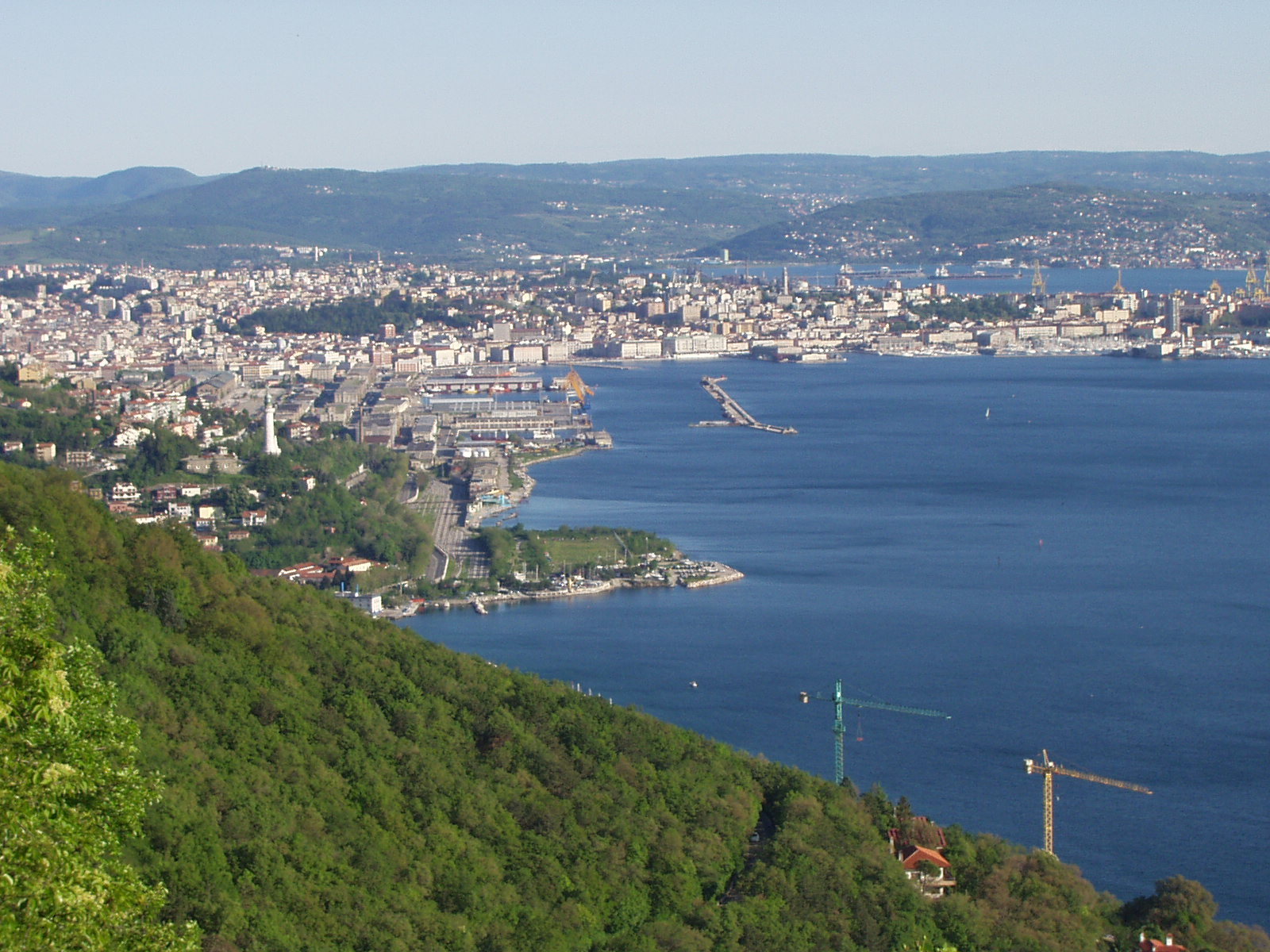
Panorama de Trieste depuis le karst.

Ce court métrage documentaire est un supplément de 18 minutes au film Le Stade de Wimbledon (2002) adapté du roman homonyme de Daniele Del Giudice et réalisé par Mathieu Amalric entre 2001 et 2003. Ce film, qui est revendiqué comme « une œuvre à part entière » est le résultat d'un vol de matériel et de documents laissés dans la voiture d'Amalric survenu à Marseille trois jours après la fin du mixage du Stade de Wimbledon. Ayant perdu toutes ses notes préparatoires au film et l'unique exemplaire du livre avec lequel il travaillait au jour le jour tout au long du tournage, il décide de réaliser un documentaire – un « post-scriptum » – sur le processus de création de son film afin de garder, malgré tout, des traces de son travail tant que les faits sont récents dans son esprit et de transformer cette mésaventure en acte positif. Seule subsiste comme support initial à ce travail une cassette VHS de repérage dans laquelle sont enregistrés une rencontre avec l'auteur du roman, Daniele Del Guidice, des essayages avec Jeanne Balibar, et quelques essais de plans à Trieste (le port, les librairies et cafés, le château de Miramare). Alors qu'il est l'invité du Festival du film de Ljubljana, Mathieu Amalric entreprend pour réaliser Malus un nouveau voyage à Trieste et à Venise en novembre 2002, lors duquel il va interviewer Del Giudice chez lui, rencontrer Franca Malabotta une amie de Roberto Bazlen (la « dame aux sextants » du film), ainsi qu'une étudiante qui réalise un mémoire sur son film. Il s'agit avant tout d'un travail de montage de la part de Mathieu Amalric qui donne à voir et à comprendre le processus de création d'une œuvre cinématographique au travers des impressions commentées en voix-off par le réalisateur qui s'adresse directement au spectateur,.
Fiche technique
- Montage : Guillaume Deffontaines
- Producteur : Paulo Branco
- Société de production : Gemini Films
- Durée : 17 min 20 s

Jouant sur les mots, Malus parait uniquement en bonus du double DVD comprenant Mange ta soupe et Le Stade de Wimbledon sorti le 4 juin 2007 aux éditions des Cahiers du cinéma. L'analyse universitaire de Malus souligne l'intérêt de l'« autoscopie par procuration à laquelle Mathieu Amalric semble se livrer en filmant Daniele Del Giudice » et compare le travail de montage qu'il a mené à celui de l'échantillonnage que pratique un DJ avec la musique. De plus, les universitaires notent que ce documentaire est un questionnement sur le sens et l'intérêt des bonus à l'heure du DVD, en louant le choix de Mathieu Amalric d'avoir voulu créer un travail original et spécifique dans lequel il revient « après-coup sur la gestation du Stade de Wimbledon ».

### Joann Sfar (dessins)

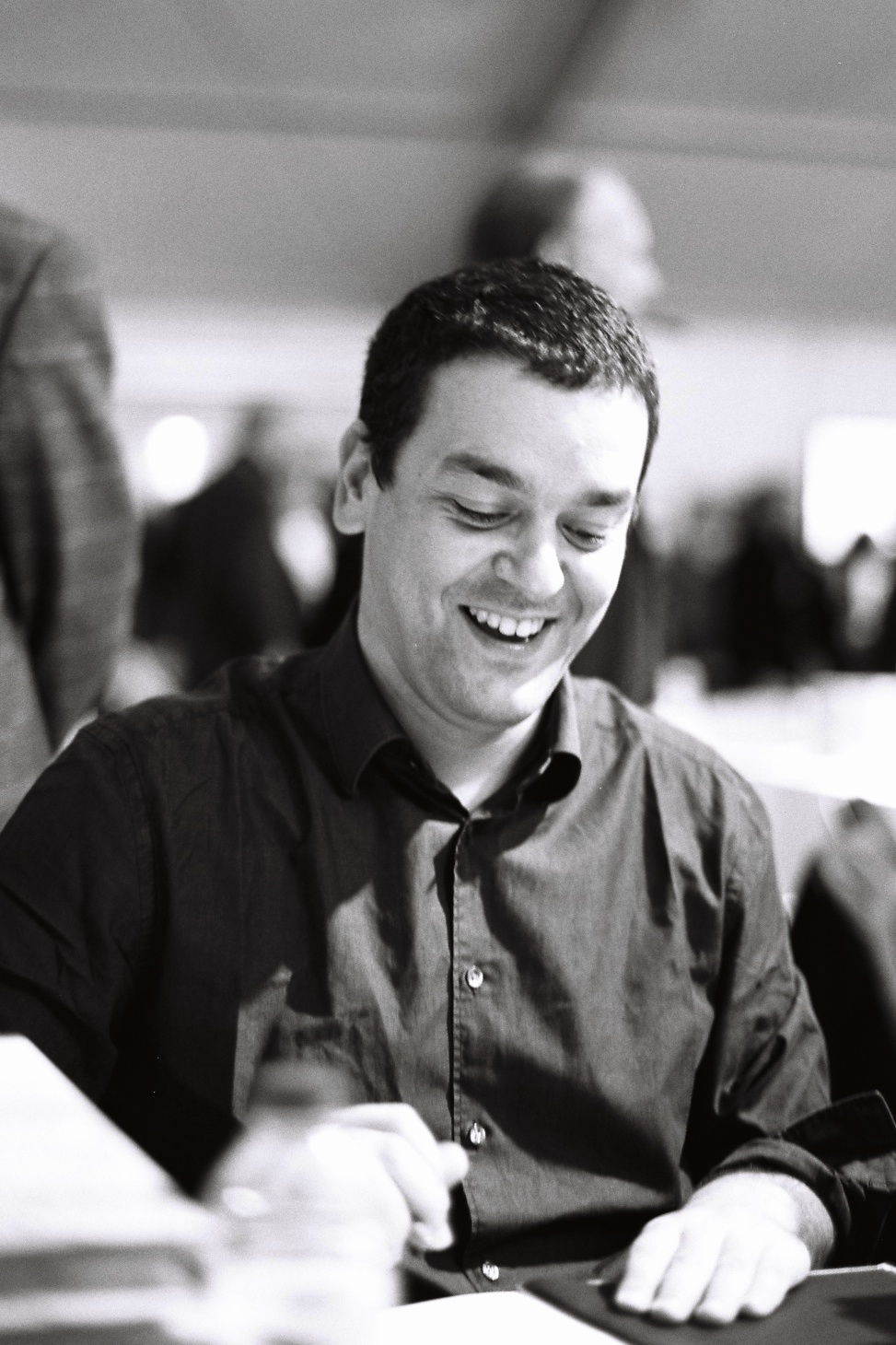
Joann Sfar en 2011.

Mathieu Amalric se voit confier la réalisation par Arte d'un portrait documentaire de 43 minutes sur le dessinateur français de bandes-dessinées Joann Sfar à la suite de la sortie au cinéma au mois de mars de la même année de son film Le Chat du rabbin ; y apparaissent également Amalric lui-même (notamment en voix off), Christophe Blain, Stéphanie Cléau, Mathieu Sapin, Riad Sattouf et Philippe Comar. Dans ce projet, réalisé en même temps que celui de L'Illusion comique, Mathieu Amalric s'attache a présenter Joann Sfar dans les activités habituelles de sa journée ou lors de rencontres particulières, prêt en permanence à dessiner ce qui l'entoure.
Fiche technique
- Images : Mathieu Amalric
- Son : Frédéric Dabo
- Montage : Thomas Marchand
- Producteurs : Estelle Fialon, Sophie Constantinou, Yael Fogiel, et Laetitia Gonzalez
- Société de production : Les Films du Poisson
- Durée : 43 min

Le film est diffusé sur Arte le 5 septembre 2010. En 2011, Joann Sfar (dessins) est présenté au 29e Festival international du film sur l'art de Montréal au Québec où il reçoit le « Prix de la création » ainsi qu'au Festival international des programmes audiovisuels à Biarritz et lors de Visions du réel à Nyon. Ce documentaire fait partie des collections du Forum des Images.

### Next to Last (automne 63)
En 2012, Mathieu Amalric réalise dans le cadre de la collection « Hopper vu par,... » pour la chaîne culturelle Arte un court-métrage documentaire de 5 min 30 s intitulé Next to Last (automne 1963) (sic) consacré à son regard subjectif sur le tableau Sun in an Empty Room d'Edward Hopper conservé dans une collection privée à Arlington aux États-Unis, et auquel il a pu avoir directement accès. Jouant avec la contrainte du format et prenant le contrepied des approches formelles des autres réalisateurs commandités, il décide de choisir un tableau dans lequel Hopper a effacé le personnage et de ne pas raconter de fiction. Mathieu Amalric entreprend des recherches personnelles sur la vie du peintre et de son épouse et modèle Josephine dite « Jo », sur leurs rapports complexes, ainsi que sur le contexte historique d'exécution de la toile qui est l'antépénultième de l'artiste. La caméra se promène sur l'œuvre (son envers tout d'abord avec les annotations, dates des expositions, et l'antivol, puis sur son endroit), s'attarde particulièrement sur les angles et les ombres de la composition qui tend vers l'abstraction, et la touche de Hopper qui utilise très peu de matière pour peindre, le grain même de la toile étant partout immédiatement présent sous une couche très fine de peinture. Ce portrait d'Edward Hopper repose principalement sur la bande sonore faite d'un montage de lectures d'interviews du peintre et de son épouse supposée l'invectiver dans la pièce voisine, d'extraits d'actualités et de réclames radiophoniques des années 1960, agrémentée de lieder de Richard Strauss — compositeur qu'Hopper écoutait en peignant —, pour obtenir une « compression sonore » illustrative du tableau et des questionnements de son auteur.
Fiche technique
- Voix : Edward Hopper par Frederick Wiseman ; Jo Hopper par Deya Kent
- Images : Josée Deshaies
- Montage : Annette Dutertre (image) et Béatrice Wick (son)
- Sociétés de production : En haut des marches et Arte France
- Producteurs : Francine et Didier Jacob
- Durée : 5 min 30 s

Le film est diffusé sur Arte le 14 octobre 2012. Ce court métrage reçoit une critique enthousiaste de Renaud Machart dans Le Monde qui le qualifie d'« exceptionnel » au sein de la collection et souligne le travail du réalisateur qui a eu « l'idée lumineuse de mettre en sons » l'œuvre de Hopper dans un « bel hommage d'un œil qui sait écouter ». Pour Télérama ce film constitue « le regard le plus curieux » de la collection, dont l'approche frontale, et au plus près de la toile, permet d'« entrer dans son étrangeté » en ayant fait le choix inattendu de brosser le portrait du peintre grâce à la bande-son. Le court métrage est ensuite présenté en février 2013, ainsi que toute la série consacrée à Hopper, dans le programme « Collections » du 35e Festival international de Clermont-Ferrand.

### C'est presque au bout du monde

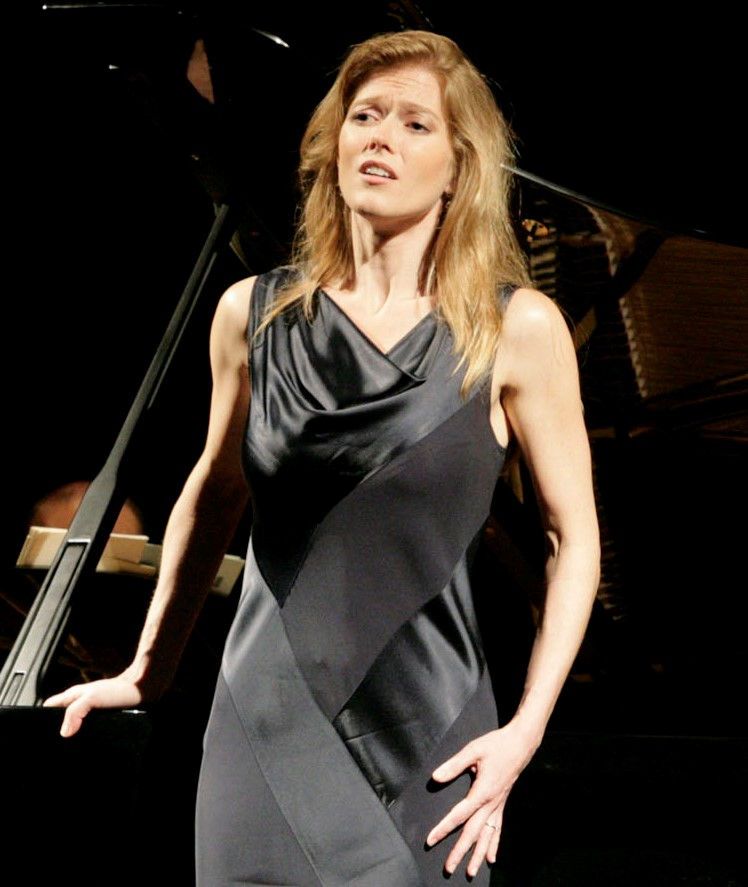
La soprano Barbara Hannigan en 2008.

En 2015, Mathieu Amalric réalise, à la demande de l'opéra national de Paris dans le cadre du projet multimédia « 3e Scène » – qui se veut être une plateforme numérique pour une troisième scène virtuelle, –, un documentaire sur le travail de répétition de la soprano canadienne Barbara Hannigan avec le chef d'orchestre Simon Rattle. Le réalisateur suit durant l'été 2015 la chanteuse, en axant le film sur son travail sur le souffle et la colonne d'air, dans les coulisses des représentations de l'opéra Lulu d'Alban Berg données à La Monnaie de Bruxelles et des répétitions de la chanson Youkali de Roger Fernay et Kurt Weill dont les paroles du premier couplet (« C'est presque au bout du monde... ») donnent son titre au court métrage.
Fiche technique
- Images : Mathieu Amalric
- Son : Sylvain Malbrant
- Montage : Sylvie Lager
- Producteur : Benjamin Duval
- Société de production : Les Fils de pour l'Opéra national de Paris
- Durée : 15 min 40 s
- Format : Couleurs – numérique – Son Dolby SRD 5:1 – 1,85:1

Mis en ligne le 15 septembre 2015 sur le site « 3e scène » – et remarqué par la presse qui le qualifie d'« étonnamment juste et très sensuel » et le compare à un « documentaire animalier [... par] le travail du son dans le corps d'une soprano,, » –, le court métrage de Mathieu Amalric a également été projeté à la Cinémathèque française le 27 septembre dans le cadre de la grande rétrospective qui lui était consacrée à la même période. Le magazine Les Inrocks considère alors qu'il s'agit « d'un magnifique portrait d'une artiste au travail » notant tout particulièrement la dimension « érotique » du film.

### Premières répétitions: Barbara Hannigan vue par Mathieu Amalric
Il s'agit du second documentaire sur Barbara Hannigan fait par Mathieu Amalric après le court métrage C'est presque au bout du monde (2015), documentaire qu'il réalise de plus durant sa période de travail sur la chanteuse française Barbara pour le film homonyme. Devenu proche de la chanteuse canadienne,, – puis son compagnon dans la vie, –, ce long documentaire de 40 minutes est dédié au travail de répétition (mené du 29 au 31 août 2016 au Muziekcentrum van de Omroep d'Amsterdam) de la soprano en tant que chef d'orchestre avec l'ensemble hollandais Ludwig Orchestra sur la pièce Lulu Suite d'Alban Berg dans le cadre de la publication de son premier album Crazy Girl Crazy en septembre 2017.
Fiche technique
- Directrice de la photographie : Lucie Baudinaud
- Son : Guido Tichelman
- Montage : Vanessa Bozza
- Société de production : Camera Lucida pour ARTE Concert
- Durée : 40 min
- Format : Couleurs – numérique – Son Dolby SRD 5:1 – 1,85:1

Diffusé dans sa version longue en avant-première le 29 juin 2017 sur la plateforme ARTE Concert de la chaine franco-allemande puis le 13 juillet 2017 sur Arte, le documentaire remonté dans une version courte de 20 minutes réintitulée Music Is Music accompagne sous la forme d'un DVD la sortie chez Alpha Classics le 22 septembre 2017 du disque Crazy Girl Crazy de Barbara Hannigan.

### Barbara Hannigan
Ce court métrage est un nouveau documentaire que Mathieu Amalric réalise sur la chanteuse lyrique Barbara Hannigan qui est aussi sa compagne à la ville. Il est tourné dans le contexte de la pandémie de Covid-19, alors que le couple est confiné en Bretagne et que la chanteuse doit annuler un récital à Dresde en Allemagne. Pour pallier cela, ils décident d'aller chez leur ami Grégoire Hetzel, compositeur et pianiste, pour enregistrer trois œuvres dans sa maison et son jardin : Les Heures (1896) d'Ernest Chausson, Der Sommer (1989) de György Ligeti et Sure on This Shining Night (1938) de Samuel Barber.
Fiche technique
- Directeur de la photographie : Mathieu Amalric
- Musique : Grégoire Hetzel, Barbara Hannigan et Léonore Jolly
- Montage : Caroline Detournay
- Durée : 12 min
- Format : Couleurs – numérique – Son Dolby SRD 5:1 – 1,85:1

Le film est présenté le 27 juin 2020 lors de la 48e édition du Festival La Rochelle Cinéma dont Mathieu Amalric est le parrain cette année-là,.

## Clips et vidéos

### Clips
|                                                                                               |  |  |
| Horloge et train de banlieue de la gare de l'Est, les éléments du clip Tu vois loin d'Eiffel. |  |  |

En 2002, le groupe de rock français Eiffel lui commande un vidéo-clip pour la chanson Tu vois loin extraite de leur album Le Quart d'heure des ahuris qui rencontre le succès sur les radios. Pour son premier clip, Mathieu Amalric décide en mars 2003 de réaliser le vidéo-clip à la gare de l'Est à Paris, durant une seule journée de tournage, sur la thématique d'un homme – interprété par le comédien Laurent Poitrenaux – qui manque son train de banlieue et observe, en attendant le suivant, une jeune femme de dos qui semble attendre quelqu'un en tête de quai. Un certain nombre de plans de ce travail ne sont pas sans rappeler ceux tournés dans son dernier film de l'époque, Le Stade de Wimbledon (2002), dans lequel Jeanne Balibar était à de nombreuses reprises filmée sur les quais de la gare centrale de Trieste en Italie devant des trains en partance. Mathieu Amalric déclare avoir voulu pour ce clip s'approcher du thème du « voyage immobile ».

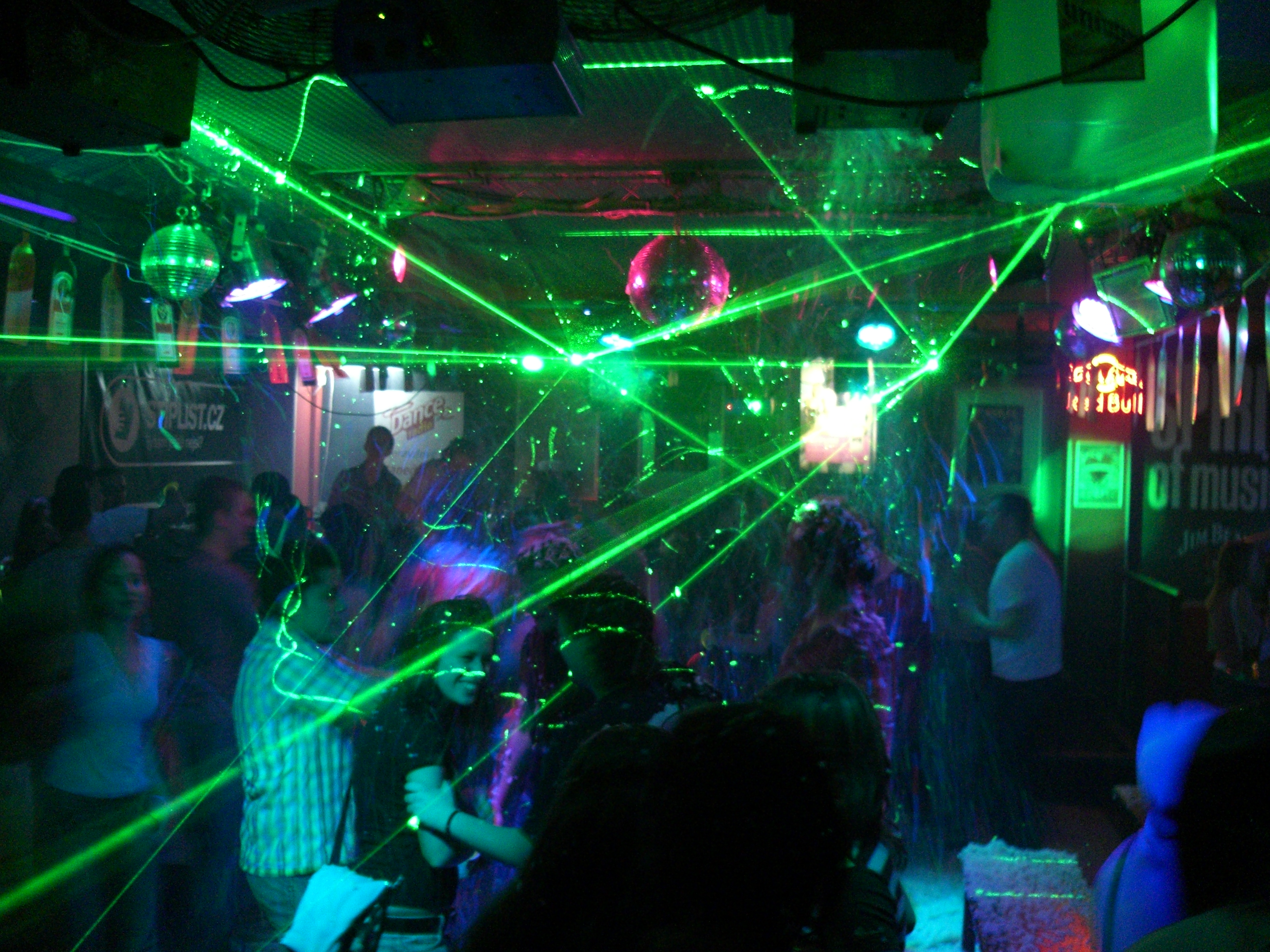
Jeux de lasers en boîte, scène du clip de la chanson Under the Sun du groupe Fortune.

Fin 2010, Mathieu Amalric réalise le vidéo-clip de la chanson Under the Sun extraite de l'album Staring at the Ice Melt du groupe d'électro-pop français Fortune dans lequel il intègre deux histoires parallèles (celle des membres du groupe en train de composer puis de donner leur concert à La Maroquinerie, à celle de deux adolescents faisant une rencontre un soir en boîte) qu'il entrecoupe d'un montage très rapide et dynamique de diverses images vidéos de la vie quotidienne filmées à Paris. Mathieu Amalric avait découvert le travail du groupe sur cet album lors d'un concert au Nouveau Casino en mars 2010 et avait pris contact avec les membres de Fortune pour lesquels il a accepté, à leur demande, de faire leur clip, réalisé en deux semaines, dans l'idée de retranscrire leur « énergie noire et vive » qu'il apprécie.

### Autres vidéos
À l'occasion de la campagne pour l'élection présidentielle de 2012, il réalise une courte vidéo pour l'hebdomadaire Télérama dans le cadre d'un journal de campagne commandé par le magazine à cent personnalités du monde culturel. Cette vidéo de 3 minutes 40 secondes est tournée en un seul plan fixe d'environ une minute trente présentant une rentrée des classes matinale dans une école primaire parisienne avec des parents de toutes conditions amenant leurs enfants sur le pas de l'école, devant des panneaux électoraux encore vierges, et se terminant sur un cadre du drapeau français. Il est projeté tout d'abord à l'envers, puis à l'endroit, et introduit à chaque fois par deux courts textes de Mathieu Amalric faisant référence en premier aux films de Georges Méliès, célèbres pour leurs effets spéciaux novateurs, puis en second à ceux des Frères Lumière, tels que La Sortie de l'usine Lumière à Lyon (1895), accompagné d'un message politique rappelant les valeurs de la République française : « Liberté, Égalité, Fraternité ». Ce choix de deux formalistes, pionniers des débuts du cinéma, Méliès le « créateur pur » opposé aux Lumière les « naturalistes », avait déjà été évoqué en 2005 par Mathieu Amalric dans un entretien sur son travail de réalisateur.
En 2015, il tourne sa première publicité audiovisuelle pour l'agence Les Gros Mots répondant à une commande de l'équipementier automobile Speedy. Il réalise un film de 45 secondes, intitulé La Dispute – diffusé à la télévision durant le premier semestre 2016 – mettant en scène, sur le ton de l'humour, du quiproquo et des idées reçues, un client qui arrive dans une station de rechange de pneus de nuit à Lens et interprète mal le dialogue mouvementé entre le patron et un autre client dans le bocal des bureaux, avant de comprendre qu'il s'agit simplement d'un dialogue entre passionnés de football,. Pour ce film publicitaire Mathieu Amalric s'inspire, pour l'ambiance et l'esthétisme, de la scène remarquée de la rencontre dans la station essence de son film Tournée (2009).